# Banco Nacional de Polonia
El Banco Nacional de Polonia (en polaco: Narodowy Bank Polski) es el  banco central de la República de Polonia. Se encarga de controlar la acuñación y circulación de la moneda polaca, el złoty. La sede central del Banco se encuentra en Varsovia, y tiene sucursales en la mayoría de las grandes ciudades de Polonia. El BNP representa a Polonia en el Sistema Europeo de Bancos Centrales.

## Historia

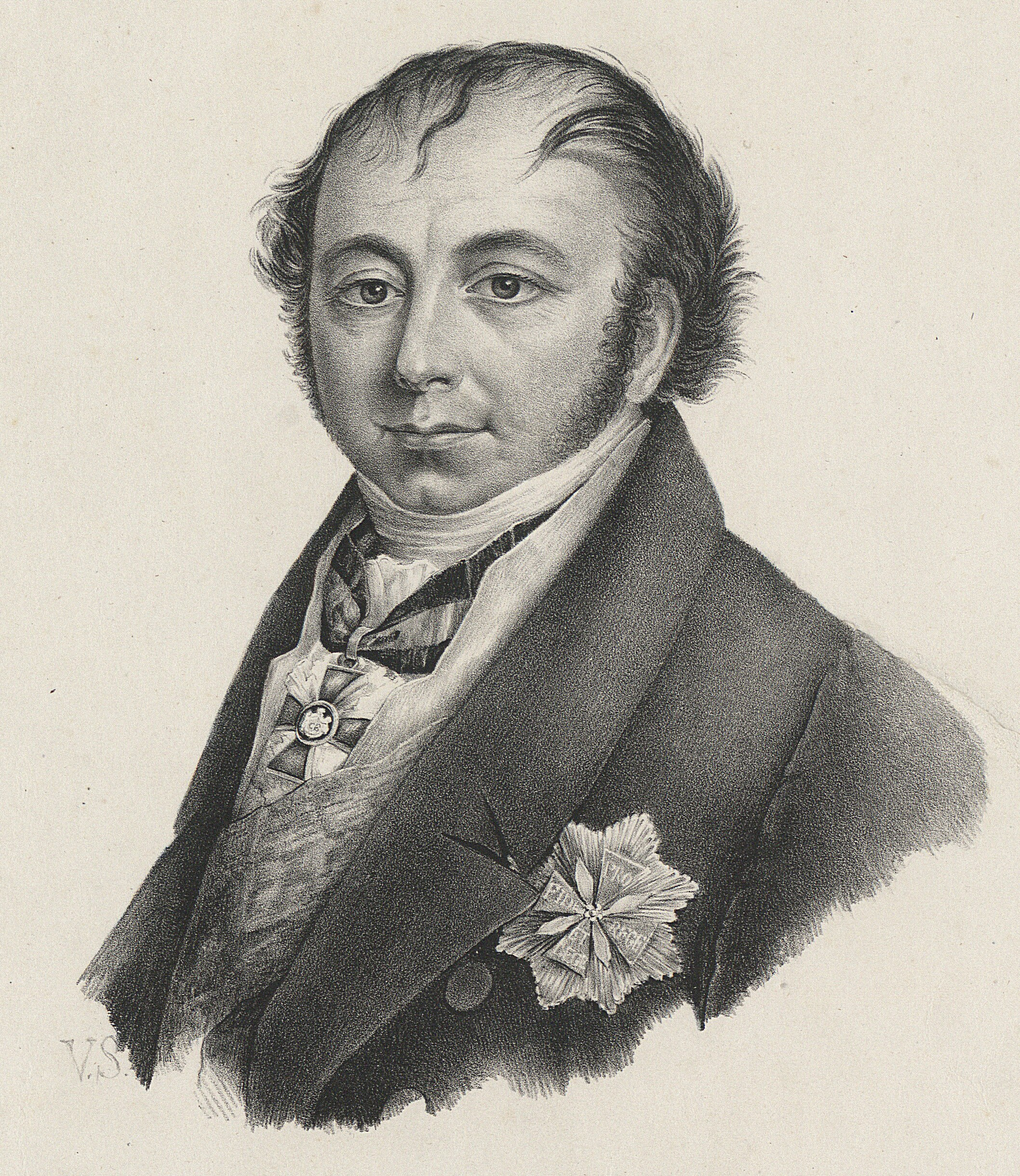
Franciszek Ksawery Drucki-Lubecki, fundador del primer banco central de Polonia.

A pesar de que el banco ha existido bajo su actual nombre desde 1945, esta entidad es continuadora de los dos previos bancos centrales de Polonia, Ambos llamados simplemente Banco de Polonia (Bank Polski). El primero de ellos fue fundado en Varsovia en 1828 por el duque Franciszek Ksawery Drucki-Lubecki, como una institución del gobierno del Reino de Polonia que fue designado para la acuñación de la moneda polaca, así como para el control de los tipos de interés. Fue también designado con la concesión para operar con divisa extranjera y la compra de títulos de compañías y bancos extranjeros. 

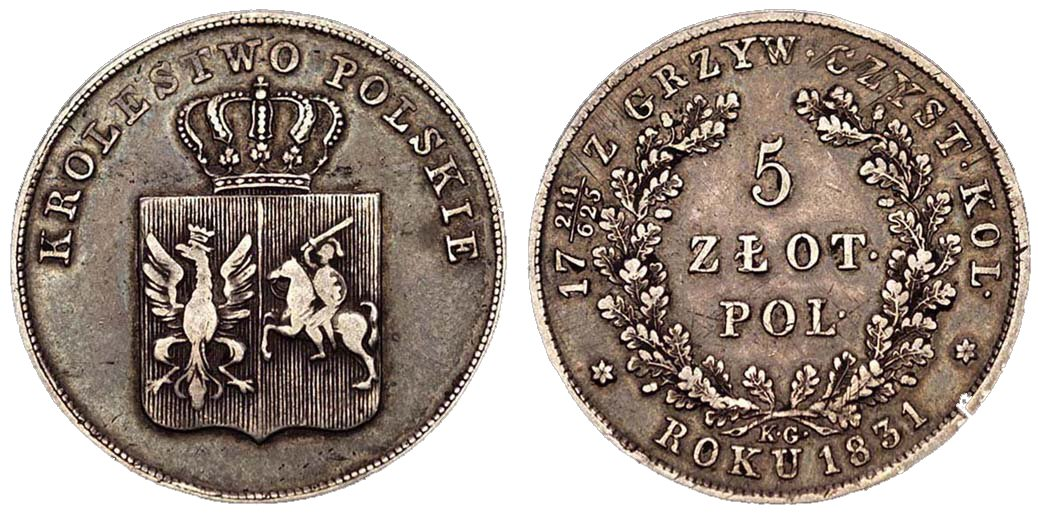
Moneda de 5 złoty acuñada durante el levantamiento de noviembre de 1830.

## Edificios del Banco Nacional de Polonia

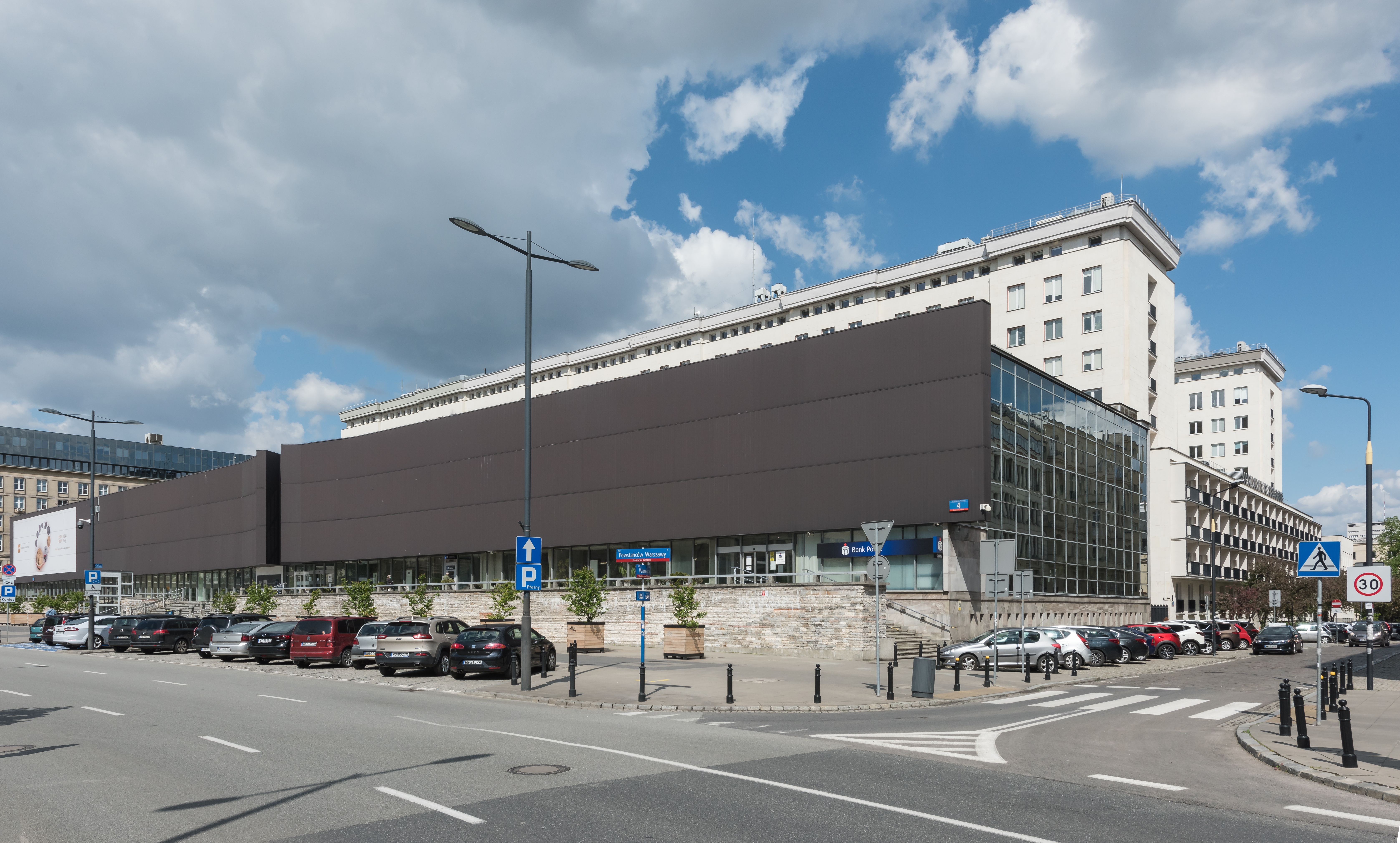
Varsovia
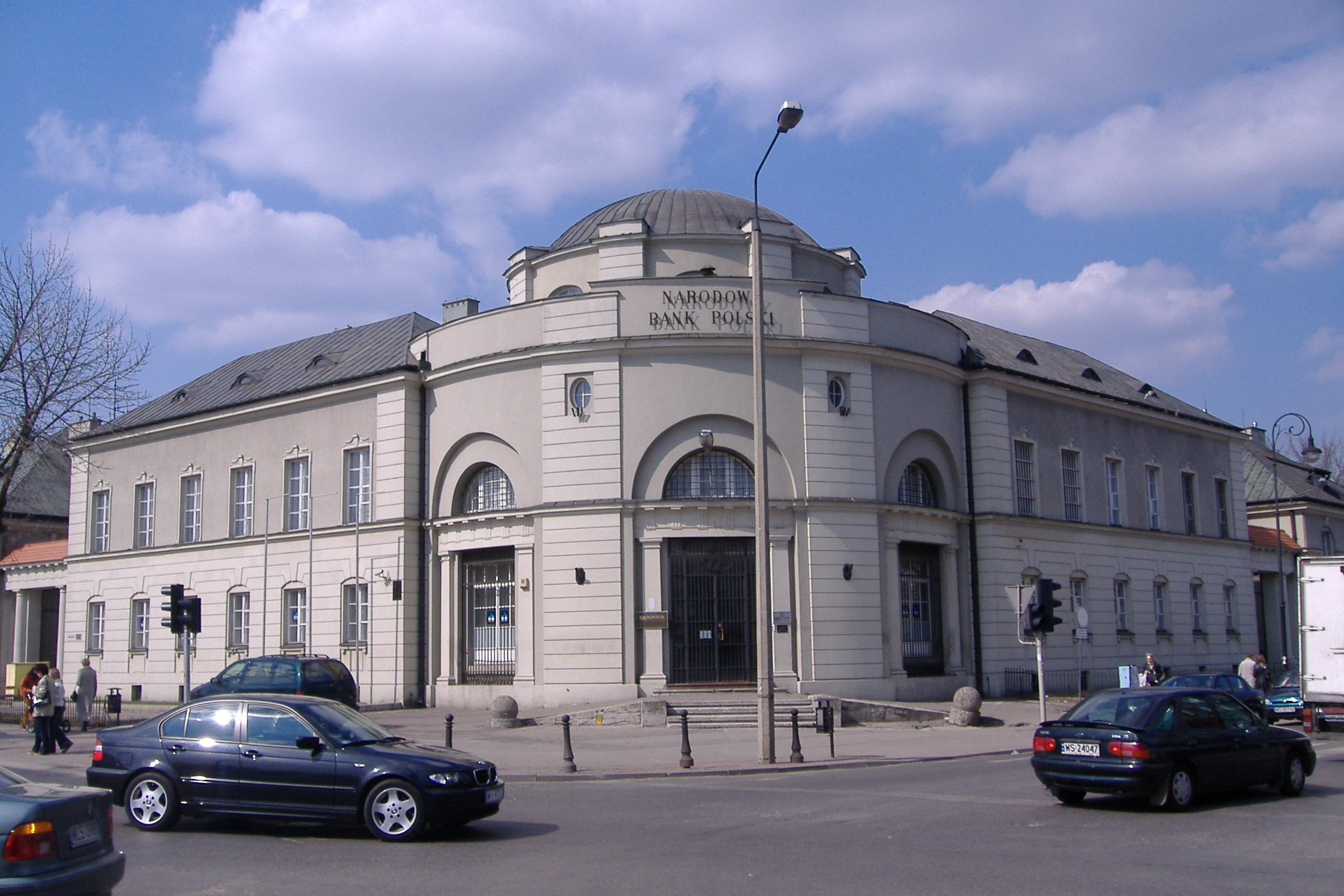
Siedlce
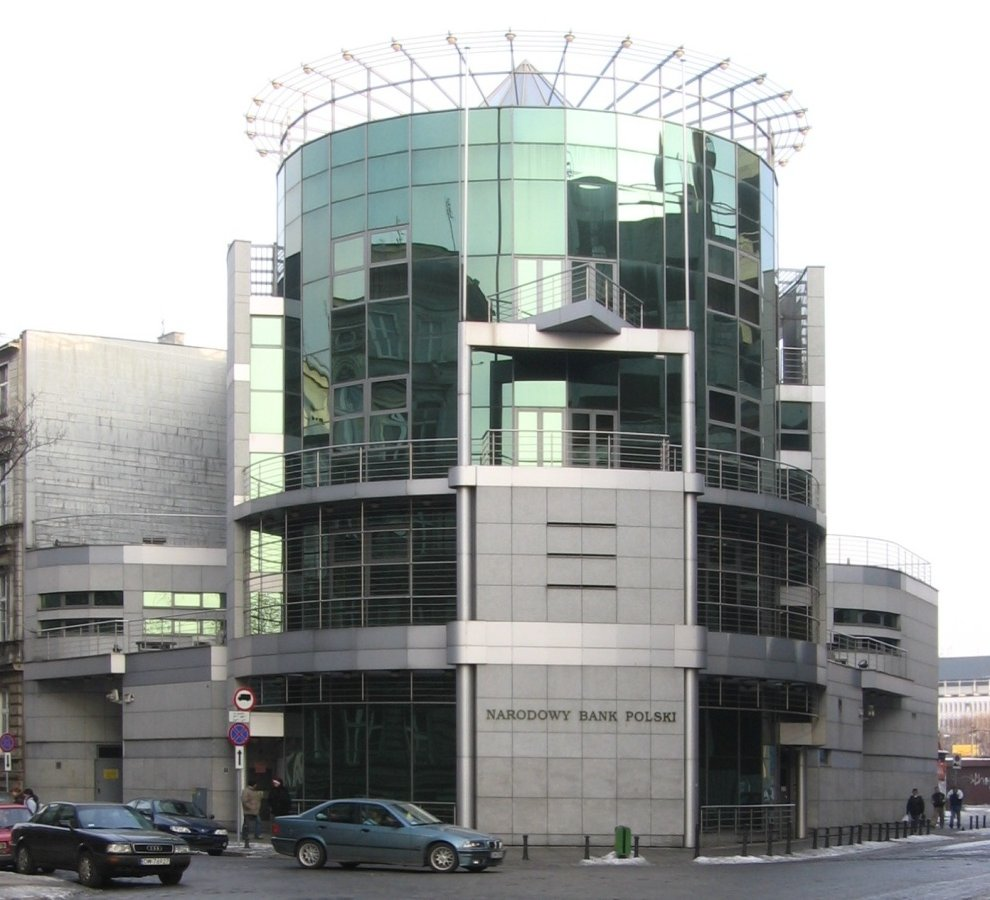
Breslavia